# 悲しい投稿を保存する弁護士集団
悲しい投稿を保存する弁護士集団（かなしいとうこうをほぞんするべんごししゅうだん）は、アトム法律事務所が2020年6月3日より行っているTwitter上の誹謗中傷ツイート等を保存し、公開ツイートでツイートした人物に「警告」を送信するサービス。アトム法律事務所はTwitter上の誹謗中傷などを保存することで「再発を防止できる」「裁判で有利になる」などとしているが、「弁護士の名義貸しにあたるのではないか」「誹謗中傷を助長し、表現を萎縮させるのではないか」など複数の批判が出ているほか、ダイレクトメッセージ（DM）ではなく公開ツイートを使って「警告」を行う点にも疑問の声が出ている。
2020年6月12日までの名称は誹謗中傷ログを保存する弁護士集団（ひぼうちゅうしょうろぐをほぞんするべんごししゅうだん）だった。

## 沿革
2020年6月3日 - サービス開始。
2020年6月10日 - 「Twitter内での表現を萎縮させる」という各方面からの意見から、サービスを一時停止。
2020年6月11日 - 過去の「警告ツイート」をすべて削除。
2020年6月12日 - サービスの名称を「誹謗中傷ログを保存する弁護士集団(@log4slander)」から「悲しい投稿を保存する弁護士集団(@log4sadness)」に変更。

## メディア出演

### テレビ
- AbemaTV「ABEMAPrime」[11]

### 新聞
- 朝日中高生新聞[12]